# トリカブト保険金殺人事件
トリカブト保険金殺人事件（トリカブトほけんきんさつじんじけん）とは、1986年（昭和61年）5月20日に発生した保険金殺人事件。
凶器として、トリカブト毒（アコニチン）が用いられたことが大きく報じられたほか、行政解剖を行った医師が被害者の血液等を保存していたため、その後の分析で殺人であることが発覚した事件である。

## 背景
犯人の神谷 力は、事件が発生するまでの過去5年間に、事件の被害者となった女性（事件当時33歳）を含め3人の妻を亡くしていた。
1人目の看護師とは、1965年（昭和40年）に結婚。1971年（昭和46年）には、同じ会社の経理課の女性上司と出会い、10年の間、密かに愛人関係を続けた。1人目の妻が、1981年（昭和56年）に心筋梗塞のため38歳で死亡する。この時の1人目の妻には保険金をかけていない。その後、愛人関係にあった女性と同棲を始め、神谷が受取人の1,000万円の保険をかけて結婚。1985年（昭和60年）、2人目の妻が急性心不全で死亡すると、神谷は池袋のクラブでホステスとして働いていた女性と2月に結婚した。前妻の死から1ヶ月で交際を始め、4ヶ月後には結婚するというスピード結婚だった。

## 事件

### 妻の急死
1986年（昭和61年）5月19日、神谷と妻は、沖縄旅行のために沖縄県那覇市に到着した。翌20日、2人に誘われた妻のホステス時代の友人3人も、那覇空港で2人に合流した。
11時40分、神谷は「急用を思い出した」と大阪の自宅へ帰宅することになり、那覇空港に残った。妻と友人3人は、予定通り石垣空港行の飛行機に乗り、正午過ぎに石垣島へ到着した。石垣島に到着した一行はホテルに到着し、チェックインをしたが、直後に妻が大量の発汗、悪寒、手足麻痺で苦しみ出した為、救急車で八重山病院へ搬送された。妻の容体は急速に悪化し救急車内で心肺停止に陥り、直後に病院に到着するも、一度も正常な拍動に戻らず15時4分に死亡した。

### 不審な死因
沖縄県警察は、那覇空港から急遽石垣島に来た神谷の承諾のもと、遺族の承諾による行政解剖を行った。解剖にあたった大野曜吉（当時・琉球大学医学部助教授）は、妻の死因を急性心筋梗塞と診断した。しかし、心臓の一部に小さな鬱血を発見するも、内臓には病的な異変のない状態だった。また、急死につながる明らかな異常は発見されず、石垣島に旅行できるほど若く健康な女性が突然死したことを不審に思った大野は、妻の心臓と血液30ccを保存した。この判断が後に事件解決につながる。
妻の友人の多くが、神谷が妻に大量の金品を送り、出会ってからわずか6日目でプロポーズをした事や、神谷が仕事を公認会計士と言っていたのにもかかわらず、公認会計士名簿に神谷の名前が記載されていない事などを疑い、警察やマスコミ、新聞社などに訴え掛け始めた。その中で『日刊スポーツ』と『FOCUS』が反応し、大々的に報じるようになった。

### 妻の保険金をめぐる裁判
妻は神谷が受取人である複数の生命保険に加入していた。その金額は、4社で合計1億8,500万円という膨大なものだった。これらの生命保険の掛金が月々18万円にもなるにもかかわらず、妻は亡くなる20日前にこれらの保険に加入し、掛金は1度しか支払わないなど、保険の加入方法に不審な点が判明。保険会社は、妻が以前神経系の病気で通院歴があったにもかかわらず、それを契約時に通知しなかった告知義務違反を理由に支払いを保留した為、神谷は保険金の支払いを求めて民事訴訟を起こした。神谷は、自分で作成した手記をマスコミに配り始め、一審の東京地裁は、告知義務違反は無かったとして、神谷が勝訴した。
ところが、保険会社が控訴した二審で事態は急変する。妻を検死した大野が、妻の死因が毒物による可能性があると証言したことから、神谷は訴訟を取り下げた。

### 事件の発覚
1991年（平成3年）6月9日、警視庁は神谷を別の横領事件で逮捕した。その捜査の過程で、5年前の妻の死が保険金目当ての殺人だった可能性が浮上し、7月1日に警視庁は殺人と詐欺未遂で再逮捕した。
5年前の事件ということもあり、証拠は無いものと思われていたが、その間大野は毒物に関する資料を読み漁った結果、犯行に使用された毒がトリカブト毒であることを突き止めていた。そして保存していた心臓や血液を東北大学や琉球大学で分析した結果、トリカブト毒が検出され、妻が毒殺されたのは確実なものとなった。さらに神谷にトリカブトを69鉢売ったという花屋が現れたこと、神谷が借りていたアパートの大家から水道代・電気代料金が異常に高い月があったという証言を受け警察が部屋を捜査した結果、畳からトリカブト毒が検出された為、神谷への疑惑は一層強まった。
さらに神谷にクサフグを1000匹以上売ったという漁師が現れたことから、警視庁は琉球大学に保存されていた妻の血液を、東北大学の協力を得て改めて調べるとフグ毒（テトロドトキシン）が検出された。

## 公判
公判では、神谷が、いつどのようにして妻に毒を飲ませたかが焦点となった。
検察側は、妻の血液から毒が検出されたことに加え、神谷がトリカブトとフグを大量に買っていたと主張し、神谷がトリカブトを69株も買い求めたという福島県西白河郡の高山植物店の店主も出廷した。検察は、神谷の自宅から実験器具を押収しており、生前の妻がサプリメントのカプセルを飲んでいたことから、自宅でアコニチンとテトロドトキシンを抽出し、その毒を入れたカプセルで毒殺したと主張。殺害の動機として、検察は神谷が消費者金融から借金をしていたことを挙げ、借金返済のために保険金殺人を計画したとし、妻とのスピード結婚も保険金目的だったとした。その上で、神谷が1981年頃からトリカブトやフグを購入していたことから、急死した前妻も毒殺された可能性を指摘し、自宅から押収した毒物から、妻の死後も次の保険金殺人を計画していたと主張した。
これに対して、神谷はトリカブトは観賞用のために、フグは食品会社を起業するために購入したと反論。さらに、アコニチンが即効性のある毒であり、神谷と別れてから1時間40分後に苦しみだした妻に対してアリバイがあると主張した。再反論のために、検察は千葉大学にカプセルで効き始める検証を依頼。すると、カプセルを二重三重にしても5分から10分程度しか遅らせられない事が判明し、神谷の主張が正しいかに思われた。
しかし妻の血液を分析していた大野が、公判でアコニチンとテトロドトキシンの配合を調節することで互いの効力を弱めることができると証言。アコニチンはNa+チャネルを活性化させ、テトロドトキシンはNa+チャネルを不活化させ、この2つを同時に服用するとアコニチンの中毒作用が抑制される、拮抗作用が起こることが判明した。そしてテトロドトキシンの半減期（毒物の血中濃度が半分になるまでの時間）がアコニチンよりも短いため、拮抗作用が崩れたときに、アコニチンによって死に至る。これにより、神谷が妻を毒殺することが可能となった。神谷はアパートに大学でも用いられる機材を導入し、マウスを用いて実験を繰り返した末、犯行に使用された毒薬を生成していたとされた。
1994年（平成6年）、東京地裁は神谷に対し、求刑通り無期懲役の判決を下した。神谷は控訴したが、二審の東京高裁も一審判決を支持し、神谷は最高裁に上告。2000年（平成12年）2月21日、最高裁は、神谷の上告を棄却したため、神谷の無期懲役が確定した。

## その後
神谷は公判中から自らの無実を訴え、『被疑者―トリカブト殺人事件』（かや書房 1995年 ISBN 978-4906124121）も著していた。服役後も『仕組まれた無期懲役―トリカブト殺人事件の真実』（かや書房 2002年 ISBN 978-4906124480）を著すなど、改めて自らの無実を訴え続けた。
1990年10月以降、TBSテレビ制作の全国ネット『ビッグモーニング』（下村健一アナウンサー）『モーニングEye』（村上允俊リポーター）などで連日事件が報道されていた。
2012年（平成24年）11月17日、神谷は大阪医療刑務所で病死した。73歳没。

## 事件を扱った作品
- 警視庁取調官 落としの金七事件簿 - 捜査に当たった小山金七を扱った2007年のノンフィクション書籍。及びこれを原作とする2010年のテレビ朝日のドラマ作品。本事件も大きく扱われた。犯人役は榎木孝明。
- ザ!世界仰天ニュース（日本テレビ）
  - トリカブト殺人事件（2013年3月27日）
  - 衝撃の毒殺男 1時間40分の謎（2021年6月22日）
- THE 重大事件「神谷力 トリカブト 1時間35分のトリック」（Hulu、2022年5月17日）
- ワールド極限ミステリー「1時間40分の謎!トリカブト毒殺事件」（TBS、2024年8月14日）

## 関連書籍
- 室伏哲郎『保険金殺人－心の商品化』世界書院、2000年。ISBN 4792791219。OCLC 166438181。
- 杜祖健 著、伊藤茂 訳『事件から見た毒』化学同人、2001年。ISBN 9784759808872。OCLC 4759808876。
- 「保険金詐欺に使われたトリカブトの新規毒成分」『生体材料工学研究所年報』第39巻、東京医科歯科大学生体材料工学研究所、2005年、6-8頁、NAID 40015137055。 (要購読契約)
- 「実録 完全犯罪」『別冊宝島―暴かれたトリックと意外な「真犯人」』第1276号、宝島社、2006年、ISBN 4796651500、OCLC 170202684。